# 8 декабря
8 декабря — 342-й день года (343-й в високосные годы) по григорианскому календарю.
До конца года остаётся 23 дня.
До 15 октября 1582 года — 8 декабря по юлианскому календарю, с 15 октября 1582 года — 8 декабря по григорианскому календарю.
В XX и XXI веках соответствует 25 ноября по юлианскому календарю.

## Праздники и памятные дни
См. также: Категория:Праздники 8 декабря

### Международные
- Международный день художника.

### Национальные
- Болгария — День студента.
- Северная Македония — День студента.
- Румыния — День конституции.
- Узбекистан — День конституции.
- Финляндия — День Яна Сибелиуса и финской музыки (с 2013)[2].

### Религиозные

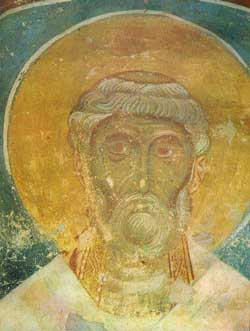
Священномученик Пётр Александрийский

Католицизм
 — Непорочное зачатие Девы Марии.
 Православие
 — Отдание праздника Введения во храм Пресвятой Богородицы;
 — память священномученика Климента, папы Римского (101 год);
 — память священномученика Петра, архиепископа Александрийского (311 год);
 — память преподобного Петра Галатийского, Антиохийского, Молчальника (около 429 года);
 — память преподобномученицы Магдалины (Забелиной) (1931 год);
 — память священномучеников Серафима (Остроумова), архиепископа Смоленского, Григория Воинова, Иоанна Владимирского, Василия Парийского, Космы Коротких, Иоанна Тарасова, Симеона Афонькина, Илариона Соловьёва, Ярослава Савицкого, Александра Вершинского, Иоанна Янушева, Виктора Смирнова, Андрея Шершнева, Варлаама Попова, пресвитеров и мученика Павла Кузовкова (1937 год);
 — память мученика Николая Копнинского (1938 год).

### Именины
- Католические: Мария, Лаврентий.
- Православные: Александр, Василий, Виктор, Григорий, Иван, Иларион, Климент, Павел, Пётр, Симеон, Ярослав.

## События
См. также: Категория:События 8 декабря

### XIX век
- 1832 — в Петербурге, по инициативе императора Николая I, основана Николаевская академия Генерального штаба (ныне Военная академия Генерального штаба Вооружённых сил Российской Федерации).
- 1863 — свыше 2000 человек погибли при пожаре в чилийской церкви Ла-Кампана[исп.].

### XX век
- 1905 — всеобщая забастовка в Минске.
- 1914 — Фолклендский бой Первой мировой войны, гибель эскадры графа фон Шпее.
- 1941 — события Второй мировой войны:
  - вторжение японцев в Таиланд, Малайю, Филиппины и Гонконг. Начало Таиландской операции, Малайской операции, Филиппинской операции и Гонконгской обороны.
  - Гитлер постановил перейти к обороне на всех участках советско-германского фронта.
  - 20-я армия освободила Красную Поляну, ближайший к Москве населённый пункт, оккупированный немецкой армией.
  - на территории Польши гитлеровцами впервые применён отравляющий газ для убийства евреев.
- 1943 — Вторая мировая война: 117-я лёгкая пехотная дивизия вермахта разрушила греческий монастырь Мега-Спилео и казнила 22 монаха и паломника, что стало прелюдией к резне в Калаврите, произошедшей 13 декабря.
- 1955 — Парламентская ассамблея Совета Европы утвердила свой флаг — нынешний флаг Евросоюза.
- 1963 — катастрофа Boeing 707 в Элктоне из-за попадания молнии. Погиб 81 человек — рекорд Гиннесса, как самая смертоносная молния.
- 1968 — планировался, но был отменён первый в мире пилотируемый полёт по облёту Луны советским космическим кораблём «Зонд-7».
- 1969 — катастрофа DC-6 под Афинами. Погибли 90 человек.

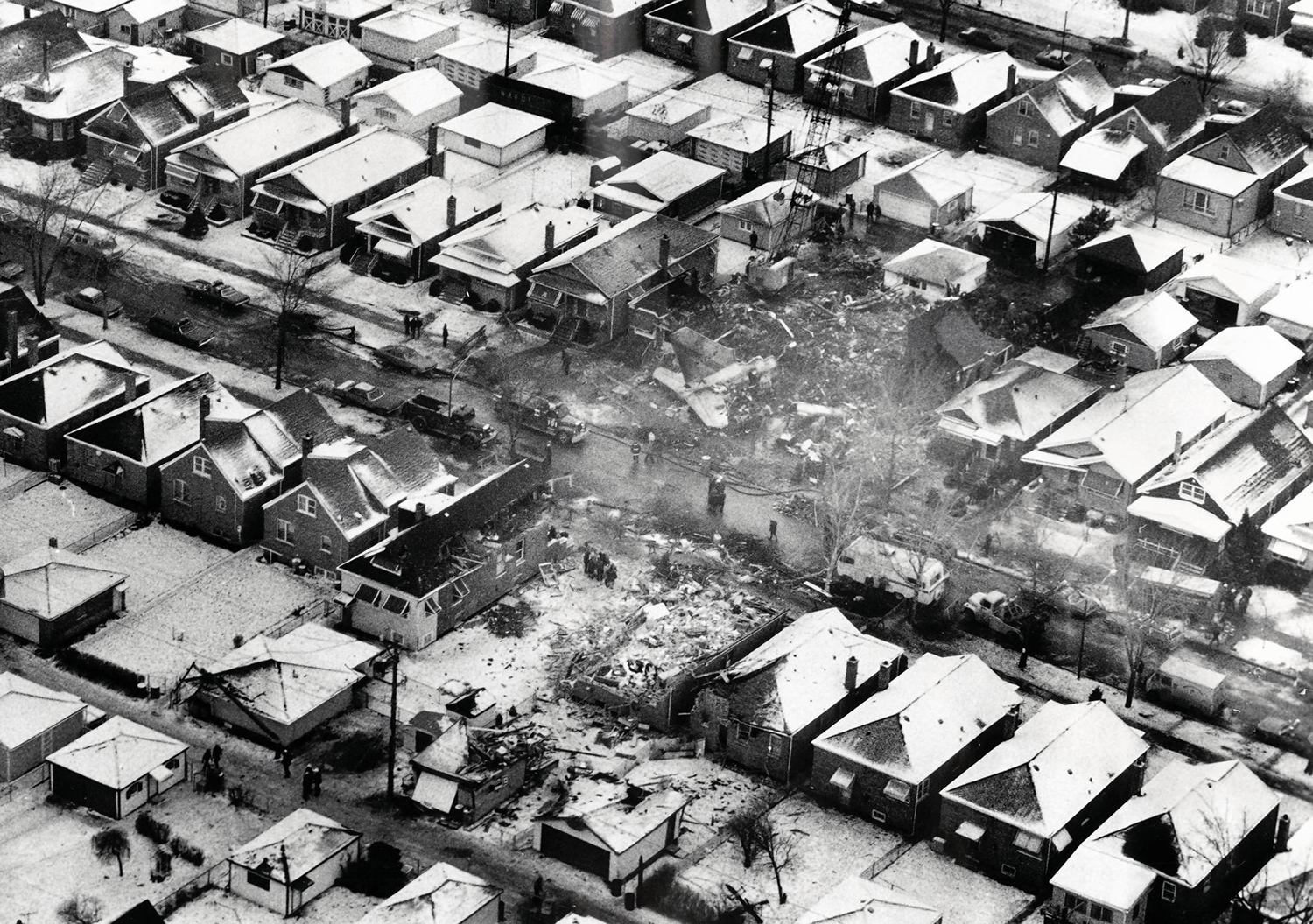
Самая первая катастрофа Boeing 737

- 1972 — катастрофа Boeing 737 в Чикаго. Погибли 45 человек — самая первая катастрофа Boeing 737.
- 1974 — референдум в Греции по вопросу о принятии новой конституции и форме правления в стране: 69,2 % населения проголосовали за республику (результаты предыдущих референдумов 1968 и 1973 гг. были признаны недействительными).
- 1987
  - Вратарь клуба НХЛ «Филадельфия Флайерз» Рон Хекстолл стал первым голкипером в истории лиги, забросившим шайбу (в ворота «Бостон Брюинз»).
  - Михаил Горбачёв и Рональд Рейган подписывают в Вашингтоне бессрочный Договор о ликвидации ракет средней и малой дальности.
- 1980 – убийство Джона Леннона.
- 1991 — в Беловежской пуще президент России Борис Ельцин, президент Украины Леонид Кравчук и председатель Верховного Совета Белоруссии Станислав Шушкевич подписали Беловежские соглашения о создании СНГ и прекращении существования СССР.
- 1992 — вышел указ президента России Бориса Ельцина о создании Федерального казначейства.
- 1999 — в Москве прошло подписание Договора о создании Союзного государства России и Беларуси.

### XXI век
- 2004 — убийство Даймбэга Даррелла

- 2005 — происшествие с Boeing 737 в Чикаго: рейс WN1248 при посадке выкатился с полосы на автодорогу и столкнулся с автомобилем.
- 2013 — в ходе Евромайдана группа активистов партии «Свобода» сбросила с пьедестала и разрушила памятник Ленину в Киеве, положив начало ленинопаду.
- 2024 — наступление сирийской оппозиции официально окончено, в результате государственного переворота свергнут президент Сирии Башар Асад (военные действия под Дамаском вынуждают его покинуть страну утром).

## Родились
См. также: Категория:Родившиеся 8 декабря

### До XIX века
- 65 до н. э. — Квинт Гораций Флакк (ум. 8 до н. э.), древнеримский поэт.
- 1542 — Мария Стюарт (ум. 1587), королева Шотландии (1542—1567), претендентка на английский престол.
- 1626 — Кристина (ум. 1689), королева Швеции (1632—1654).
- 1723 — Поль Анри Гольбах (ум. 1789), французский философ-материалист.
- 1730 — Ян Ингенхауз (ум. 1799), голландский и английский физиолог, биолог и химик.

### XIX век
- 1802 — князь Александр Одоевский (ум. 1839), русский поэт, писатель, декабрист.
- 1815 — Адольф фон Менцель (ум. 1905), немецкий художник и иллюстратор.
- 1825 — Андрей Бекетов (ум. 1902), русский ботаник, педагог, организатор науки.
- 1826 — Сильвестро Лега (ум. 1895), итальянский художник.
- 1827 — Николай Гербель (ум. 1883), русский поэт, переводчик, литературовед и издатель.
- 1831 — Фёдор Бредихин (ум. 1904), русский астроном, академик.
- 1832 — Бьёрнстьерне Бьёрнсон (ум. 1910), норвежский писатель, лауреат Нобелевской премии по литературе (1903).
- 1844 — Эмиль Рейно (ум. 1918), французский художник, изобретатель, предтеча мультипликации.
- 1855 — Владимир Гиляровский (ум. 1935), русский писатель и журналист, «король репортёров».
- 1858 — Матвей Розанов (ум. 1936), русский советский литературовед, историк литературы, академик Российской академии наук
- 1861
  - Аристид Майоль (ум. 1944), французский скульптор и живописец каталонского происхождения.
  - Жорж Мельес (ум. 1938), французский режиссёр, артист цирка, один из основоположников мирового кинематографа.
- 1864
  - Анатолий Леонидович Дуров (ум. 1916), русский цирковой артист, клоун и дрессировщик.
  - Камилла Клодель (ум. 1943), французский скульптор и художник-график, старшая сестра поэта Поля Клоделя.
- 1865 — Ян Сибелиус (ум. 1957), финский композитор, дирижёр, педагог.
- 1886 — Диего Ривера (ум. 1957), мексиканский художник и политический деятель.
- 1890 — Богуслав Мартину (ум. 1959), чешский композитор.
- 1894 — Элзи Крайслер Сегар (ум. 1938), американский художник комиксов, создатель персонажа моряка Попая.
- 1895 — Броне Буйвидайте (ум. 1984), литовская поэтесса и прозаик.

### XX век
- 1904 — Георгий Орвид (ум. 1980), трубач, профессор Московской консерватории, народный артист РСФСР.
- 1911
  - Никос Гатсос (ум. 1992), греческий поэт.
  - Ли Джей Кобб (ум. 1976), американский актёр.
- 1922 — Люсьен Фрейд (ум. 2011), британский художник немецко-еврейского происхождения, мастер психологического портрета.
- 1926
  - Тимур Гайдар (ум. 1999), советский моряк-подводник, контр-адмирал, журналист, писатель, сын Аркадия Гайдара.
  - Резо Чхеидзе (ум. 2015), советский и грузинский кинорежиссёр, актёр, сценарист, продюсер, народный артист СССР.
- 1927 — Владимир Шаталов (ум. 2021), советский космонавт, генерал-лейтенант авиации, дважды Герой Советского Союза.
- 1929
  - Зоя Зелинская (ум. 2024), советская и российская актриса театра и кино.
  - Клара Румянова (ум. 2004), актриса, певица, мастер озвучивания персонажей мультфильмов, заслуженная артистка РСФСР.
- 1930 — Максимилиан Шелл (ум. 2014), австрийский актёр, продюсер, режиссёр, лауреат премий «Оскар» и «Золотой глобус».
- 1933
  - Лев Борисов (ум. 2011), советский и российский актёр театра и кино, народный артист РФ.
  - Ана Офелия Мургия (ум. 2023), мексиканская актриса.
- 1934 — Алиса Фрейндлих, актриса театра и кино, певица, народная артистка СССР.
- 1939 — Дариюш Мехрджуи (убит 2023), иранский кинорежиссёр, кинопродюсер, сценарист, монтажёр, художник, академик Иранской Академии искусств.
- 1941 — Джефф Херст, английский футболист, чемпион мира (1966), тренер.
- 1943 — Джим Моррисон (ум. 1971), американский поэт и музыкант, вокалист группы The Doors.
- 1945 — Евгений Стеблов, советский и российский актёр театра и кино, народный артист РФ.
- 1947
  - Грегг Оллман (ум. 2017), американский певец, музыкант, автор песен, участник группы The Allman Brothers Band.
  - Томас Роберт Чек, американский молекулярный биолог, лауреат Нобелевской премии (1989).
- 1950 — Дэн Хартман (ум. 1994), американский певец, поэт и музыкальный продюсер.
- 1953 — Ким Бейсингер, американская киноактриса, певица и фотомодель, обладательница премий «Оскар» и «Золотой глобус».
- 1956 — Уоррен Куккурулло, американский музыкант и автор песен, бывший участник британской группы Duran Duran.
- 1957
  - Марина Голуб (погибла в 2012), советская и российская актриса театра и кино, телеведущая, заслуженная артистка РФ.
  - Михаил Касьянов, российский политик, бывший Председатель Правительства РФ (2000—2004).
- 1958
  - Александр Васильев, французский и российский историк моды, искусствовед, телеведущий.
  - Виталий Мутко, российский государственный и политический деятель.
- 1959 — Пол Резерфорд, английский певец, танцор и клавишник, бывший член поп-группы Frankie Goes to Hollywood"
- 1962 — Елена Валюшкина, советская и российская актриса театра и кино.
- 1964 — Тери Хэтчер, американская актриса, обладательница премии «Золотой глобус».
- 1966
  - Шинейд О’Коннор (ум. 2023), ирландская певица и композитор.
  - Лес Фердинанд, английский футболист и тренер.
- 1973 — Кори Тейлор, вокалист группы Slipknot.
- 1976 — Доминик Монаган, британский актёр кино и телевидения.
- 1978 — Иэн Сомерхолдер, американский актёр кино и телевидения.
- 1982 — Ники Минаж (при рожд. Оника Таня Мараж-Петти), американская певица, рэпер и автор песен и актриса.
- 1985
  - Меган Дюамель, канадская фигуристка (парное катание), олимпийская чемпионка (2018), двукратная чемпионка мира.
  - Дуайт Ховард, американский баскетболист, олимпийский чемпион (2008).
- 1989
  - Дрю Даути, канадский хоккеист, двукратный олимпийский чемпион, двукратный обладатель Кубка Стэнли.
  - Джен Леджер, барабанщица и вокалистка американской рок-группы «Skillet».
- 1992
  - Юрий Борисов, российский актёр.
  - Маттиас Янмарк, шведский хоккеист.
- 1993 — Анна-София Робб, американская актриса.
- 1994
  - Консеслус Кипруто, кенийский бегун, олимпийский чемпион в стипльчезе (2016).
  - Рахим Стерлинг, английский футболист, призёр Евро-2020.

## Скончались
См. также: Категория:Умершие 8 декабря

### До XIX века
- 1613 — Адам Залужанский (р. 1560), чешский ботаник, медик, богослов и поэт.
- 1706 — Абраам Николя Амело де ла Уссе (р. 1634), французский публицист.
- 1709 — Тома Корнель (р. 1625), французский драматург и либреттист.
- 1793 — казнена графиня Дюбарри (урожд. Жанна Бекю; р. 1746), официальная фаворитка короля Франции Людовика XV.

### XIX век
- 1830 — Бенжамен Анри Констан де Ребек (р. 1767), швейцарско-французский писатель, публицист и политик.
- 1839 — Дмитрий Дашков (р. 1789), русский литератор и сановник, основатель литературного общества «Арзамас».
- 1859 — Томас де Квинси (р. 1785), английский писатель, эссеист.
- 1863 — Наталья Гончарова (р. 1812), жена русского поэта А. С. Пушкина.
- 1864 — Джордж Буль (р. 1815), английский математик и логик.
- 1894 — Пафнутий Чебышёв (р. 1821), русский математик и механик, академик.

### XX век
- 1903 — Герберт Спенсер (р. 1820), английский философ и социолог, один из родоначальников эволюционизма.
- 1904 — Войтех Глинка (р. 1817), чешский католический священник и писатель.
- 1907 — Йонас Билюнас (р. 1879), литовский писатель, критик, поэт, публицист.
- 1914 — погиб Максимилиан фон Шпее (р. 1861), немецкий вице-адмирал, граф, герой первой мировой войны.
- 1919 — Ольга Садовская (р. 1849), русская актриса.
- 1924 — Франц Ксавер Шарвенка (р. 1850), немецкий композитор, пианист, дирижёр, педагог.
- 1937 — расстрелян Павел Флоренский (р. 1882), русский религиозный философ, богослов, поэт и учёный.
- 1945
  - Николай Аввакумов (р. 1908), советский художник-график.
  - Александр Зилоти (р. 1863), русский пианист, дирижёр, педагог, музыкально-общественный деятель.
- 1953 — Мария Андреева (р. 1868), русская актриса, общественный и политический деятель.
- 1957 — Григорий Федотов (р. 1916), футболист, капитан команды ЦДКА, тренер, заслуженный мастер спорта СССР.
- 1959 — Сергей Мигай (р. 1888), певец (лирический баритон), педагог, народный артист РСФСР.
- 1970 — Абрам Алиханов (р. 1904), советский физик, академик, один из основоположников ядерной физики в СССР.
- 1971 — Эрнст Кренкель (р. 1903), советский полярник, участник арктических экспедиций.
- 1972 — Уильям Дитерле (р. 1893), немецкий и американский кинорежиссёр и актёр.
- 1975 — Гэри Тэйн (р. 1948), новозеландский рок-музыкант, бас-гитарист британской рок-группы «Uriah Heep».
- 1978 — Голда Меир (р. 1898), 5-й премьер-министр Израиля (1969—1974).
- 1979 — Николай Гриценко (р. 1912), актёр театра и кино, народный артист СССР.
- 1980 — убит Джон Леннон (р. 1940), британский музыкант, певец, композитор, поэт, основатель и лидер группы «The Beatles».
- 1981 — Ферруччо Парри (р. 1890), итальянский государственный деятель, премьер-министр (в 1945), глава парламентской комиссии по борьбе с сицилийской мафией.
- 1984 — Владимир Челомей (р. 1914), советский учёный и конструктор в области ракетно-космической техники, академик.
- 1986 — Анатолий Марченко (р. 1938), советский правозащитник, писатель-диссидент, политзаключённый, писатель.
- 1988 — Андрей Ершов (р. 1931), советский учёный, математик-программист, академик.
- 1989 — Макс Грюндиг (р. 1908), немецкий предприниматель, основатель концерна радиоэлектроники Grundig.
- 1991 — Валентина Конен (р. 1909), советский историк музыки.
- 1993 — Александр Кобленц (р. 1916), латвийский советский шахматист, заслуженный тренер СССР.
- 1994
  - Том Жобим (р. 1927), бразильский композитор и певец, один из основателей жанра босса-нова.
  - Михаил Крепс (р. 1940), русский поэт, литературовед, палиндромист.

### XXI век
- 2001
  - погиб Сергей Супонев (р. 1963), советский, российский телеведущий, руководитель дирекции детских программ канала ОРТ.
  - Александр Хмелик (р. 1925), советский писатель, киносценарист, главный редактор киножурнала «Ералаш».
- 2002 — Юрий Богатиков (р. 1932), украинский эстрадный певец (баритон), народный артист СССР.
- 2004 — убит Даймбэг Даррелл (урожд. Даррелл Лэнс Эбботт; р. 1966), американский гитарист-виртуоз и вокалист, один из основателей метал-групп «Pantera» и «Damageplan».
- 2005 — Георгий Жжёнов (р. 1915), актёр театра и кино, литератор, общественный деятель, народный артист СССР.
- 2008 — Юрий Глазков (р. 1939), советский космонавт, Герой Советского Союза.
- 2013 — Джон Уоркап Корнфорт (р. 1917), австралийский химик-органик, лауреат Нобелевской премии (1975).
- 2015 — Маттивильда Доббс (р. 1925), американская оперная певица (колоратурное сопрано).
- 2016 — Джон Гленн (р. 1921), первый американский астронавт, совершивший орбитальный космический полёт.
- 2018 — Людмила Алексеева (р. 1927), российский общественный деятель, правозащитница, одна из основателей Московской Хельсинкской группы.
- 2019 — Juice WRLD (наст. имя Джаред Энтони Хиггинс; р. 1998), американский рэпер, певец, автор песен.
- 2020
  - Алехандро Сабелья (р. 1954), аргентинский футболист и футбольный тренер.
  - Евгений Шапошников (р. 1942), советский и российский военачальник, маршал авиации, последний министр обороны СССР (1991—1992), Главнокомандующий Объединёнными Вооружёнными Силами СНГ (1992—1993).
- 2023
  - Петер-Михаэль Кольбе (р. 1953), немецкий гребец, трёхкратный серебряный призёр летних Олимпийских игр в соревнованиях одиночек, пятикратный чемпион мира, чемпион Европы.
  - Райан О’Нил (р. 1941), американский актёр.

## Приметы
Клим, Клим Холодный, Климент, климентьев день.
- На Клима зима клин клином вышибает.
- Мороз в этот день лютый случается, мужика погоняет[5].
- В этот день любые важные дела следует начинать только натощак[6].
- Говорят, волки собираются возле избы родившегося в этот день[7].
- А вот если петухи рано запели в этот день — быть скорой оттепели.